# Bara (okres Trebišov)
Bara (maďarsky Bári) je obec na Slovensku v okrese Trebišov. Obec vznikla v roce 1960 sloučením Malé a Velké Bary.

## Polohopis
Obec Bara se nachází v potiské nížině 29 km západně od Královského Chlumce, 5 km od obce Borša a 27 km od okresního města Trebišov.
Z východní strany se rozprostírají lesy Hetfa, z jižní strany obec Borša, ze severní strany vinice Malé Trny a západní část tvoří vinice a kopec Pilis (264 m).

## Dějiny
Malá Bara (Maď. Kisbári) je z obou později sloučených obcí starší, poprvé se v pramenech objevuje v roce 1296 pod názvem Bary. Od roku 1416 byla nazývána Kysbary (odtud pravděpodobně maďarský ekvivalent) a na počátku 19. století (1808) byla přejmenována na dnešní Malou Baru. Byla majetkem zemanů, kteří se zde ale často střídali. V roce 1557 v ní bylo 1,5 usedlosti, v roce 1715 v ní byly 2 usedlosti obydlené a 6 usedlostí opuštěných. V 19.–20. století byla majetkem hraběnky Vayové. V roce 1787 měla obec 17 domů a 99 obyvatel, v roce 1828 měla 34 domů a 281 obyvatel. V minulosti zde byla zemědělská a vinařská oblast. V letech 1938–1944 byla po Vídeňské arbitráži připojena k Maďarsku. Podle Fényese byla obec v roce 1851 ryze maďarská, náboženské rozložení činilo 20 katolíků, 185 kalvínistů a 19 židů.
O sousední obci Velká Bara (Maď. Nagy Bari) se objevují první zmínky až od roku 1416 pod jménem Nagbari. Stejně jako sousední Malá Bara byla v roce 1808 přejmenována na Velkou Baru. Založili ji podle zákupního práva v katastru obce Malá Bara. Patřila Lónyayovcům a jiným šlechtickým vlastníkům, v 18. století patřila Aspremontovcům a Kazinczyovcům. V roce 1557 měla 3,5 usedlosti, v roce 1715 měla 11 opuštěných a 12 obydlených usedlostí, v roce 1787 měla 41 domů a 221 obyvatel, v roce 1828 měla 37 domů a 281 obyvatel. Obyvatelé se zabývali zemědělstvím, do 18. století vinohradnictvím. V letech 1938–1944 byla obec stejně jako Malá Bara připojena k Maďarsku. Dle Fényese zde v roce 1851 žilo 6 římskokatolíků, 10 řeckokatolíků, 208 kalvínistů a 19 židů, výhradně madarské národnosti.

## Symboly obce
Podle heraldického rejstříku má obec následující symboly, které byly přijaty 6. května 2000. Na znaku je motiv vinohradu podle otisku pečetidla ze 17. století, doplněný o motiv vinařského nožíku z pečetidla z roku 1867.

### Znak
V zeleném štítě stříbrná šikmá, skloněná, dvoulistá ratolest révy se zlatým střapcem hroznů, vlevo nahoře stříbrný obrácený vinohradní nůž se zlatou rukojetí.

### Vlajka
Vlajka má podobu pěti podélných pruhů zeleného, bílého, žlutého, bílého, zeleného v poměru 3:1:1:1:3. Vlajka má poměr stran 2:3 a ukončena je třemi cípy, tj. dvěma zástřihy, sahajícími do třetiny její listu.

## Demografie
Podle posledního sčítání lidu z roku 2001 měla obec 336 obyvatel. Slovenské národnosti bylo 28,57% obyvatel, maďarské 69,94% a romské 1,19%. Mužů bylo 157 a žen 179.

## Památky
- Nejvýznamnější památkou je románský kalvínský kostel ze začátku 13. století v části Malá Bara, který byl v 14. a 15. století postupně rozšířen o novou loď a západní věž. Celková obnova objektu se realizovala v letech 1989–1993.